# Хаты (Зиминский район)
Хаты - исчезнувшая деревня, входившая в состав Батаминского муниципального образования Зиминского района. Располагалась примерно в 3-х километрах от села Батама.

## История
В 1920—1930-е годы посёлок Хаты входил в состав Батаминского сельсовета Зиминского района. Согласно переписи 1926 года, насчитывалось 5 хозяйств, проживало 311 человек (155 мужчин и 156 женщин). Название происходит от украинского (или белорусского) «хата» - «дом». Всего насчитывалось около 10-15 дворов. Также были конюшни. На 1984 год деревни Хаты уже не существовало.